# Alicia Nash
Alicia Esther Nash (nacida Lardé López-Harrison; San Salvador, 1 de enero de 1933-Monroe Township, New Jersey, 23 de mayo de 2015) fue una física salvadoreña-estadounidense.Fue defensora del cuidado de la salud mental, y trabajó como científica e ingeniera.
Renunció a sus aspiraciones profesionales para apoyar a su esposo y su hijo, quienes fueron diagnosticados de esquizofrenia.
Su vida con Nash fue descrita en libro de 1998, Una mente maravillosa por Sylvia Nasar, así como en la película de 2001 del mismo nombre, en la cual ella fue interpretada por Jennifer Connelly.

## Vida personal
Alicia Lardé López-Harrison nació en El Salvador, hija de Alicia (nacida López-Harrison) y Carlos Lardé y Arthés, quien fue médico. La familia Lardé López-Harrison tenía también a dos hijos varones, llamados Carlos y Ronaldo. 
Sus dos padres provenían de familias socialmente prominentes que hablaban varios idiomas. 
Cuando Lardé era una niña, su padre realizó varios viajes a Estados Unidos antes de decidir trasladar a la familia de manera definitiva en 1944 en busca de mejores oportunidades. Después de establecerse en Biloxi, Misisipi, la familia se trasladó posteriormente a Nueva York. Lardé fue aceptada en la Escuela Marymount de Nueva York con la ayuda de una carta de recomendación del embajador de El Salvador en los Estados Unidos. Después de la graduación en Marymount, Lardé fue aceptada en el Instituto de Tecnología de Massachusetts (M.I.T.), para estudiar Física. Ella era una de las pocas mujeres estudiando en el MIT en la década de 1950. Fue allí donde conoció a su futuro esposo John Forbes Nash Jr..
A pesar de las señales de la enfermedad mental de su esposo , que surgió a inicios de la década de 1950,  la pareja se casó en 1957. Ella quedó embarazada de su hijo John Charles Martin Nash (quien también enfermará de esquizofrenia) en 1958, y justo antes del nacimiento en 1959, John fue internado en el Hospital McLean para recibir tratamiento psiquiátrico para su enfermedad. Después de pasar 50 días en el hospital, fue dado de alta, pero fue reinternado tres veces en los siguientes años contra su voluntad por su hermana Martha, dos años más joven que él. La pareja se divorció en 1963, pero cuando la madre de John murió en 1968, él la presionó para volver a vivir con ella. En 1970, él se mudó y ella continuó cuidando de su exesposo; la pareja se casó de nuevo en 2001.
En 2002, Alicia Nash y su esposo visitaron su nativa El Salvador donde fue honrada por el presidente del país Francisco Flores Pérez con un tributo a su vida.

## Carrera
Después de su graduación del M.I.T., Nash fue a trabajar para la Corporación de Desarrollo Nuclear de Brookhaven como una física de laboratorio. A inicios de la década de 1960, trabajó para RCA como ingeniera aeroespacial, pero fue despedida. Luego trabajó por años en Con Edison como una programadora de sistemas y luego para el sistema de New Jersey Transit como una programadora de computadoras y analista de datos. Fue miembro de numerosas sociedades de ingeniería de mujeres. Cuando la película A Beautiful Mind fue lanzada, Nash estaba sirviendo como presidenta de la Junta de Asociación de Antiguos Alumnos del M.I.T..

## Defensora de la salud mental
Nash se convirtió en una portavoz de la esquizofrenia y las enfermedades mentales. En 2005 recibió el Premio Luminary de la Brain & Behavior Research Foundation. Viajó por todo el país para discutir los derechos de los que poseen enfermedades mentales, y en 2009 ella se reunió con legisladores del estado de  Nueva Jersey para discutir cómo mejorar el sistema de cuidado de la salud mental de ese estado. En 2012, fue honrada en la conferencia de John y Alicia Nash de la Universidad de Texas en Austin por apoyar a quienes poseen enfermedades mentales, donde entregó el discurso de apertura.

## Muerte
Alicia y su esposo murieron en un accidente automovilístico en el peaje de Nueva Jersey el 23 de mayo de 2015, cerca de Monroe Township, New Jersey. Ellos iban en su camino a casa después de una visita a Noruega, donde su esposo fue premiado con el Premio Abel. El conductor del taxi en el que ellos venían del Aeropuerto Newark perdió el control y golpeó una barandilla. La colisión se produjo cuando el taxi intentó adelantar a otro vehículo. Según una versión de la policía local, ninguno de los dos llevaba puesto el cinturón de seguridad, por lo que tras el impacto,  ambos pasajeros salieron expulsados del vehículo y murieron.

## Representación en los medios
Alicia Nash fue interpretada por Jennifer Connelly en la película de 2001 A Beautiful Mind. Por su interpretación, Connelly ganó el Premio de Óscar por la Mejor Actriz de Reparto, mencionando a Nash durante su discurso de aceptación.